# Ma mère
Ma mère è un film del 2004 diretto da Christophe Honoré.
Girato a Maspalomas, Gran Canaria, è basato sull'omonimo e controverso romanzo incompiuto di Georges Bataille, i cui toni vengono inaspriti nella sceneggiatura del regista. Il film fu rifiutato a Cannes ma accettato al Taormina Film Fest.

## Trama
Pierre, che ha trascorso l'adolescenza con i nonni e non è ancora maggiorenne, raggiunge i genitori per le vacanze estive e si trova davanti a un matrimonio a pezzi, in cui padre e madre si odiano e si tradiscono reciprocamente. Il padre li lascia per tornarsene in Francia ma muore improvvisamente. La madre, Hélène, che per l'ingenuo ragazzo incarna la purezza profanata da un padre ripugnante, gli rivela una sessualità perversa e con l'aiuto dell'amante Réa lo trascina verso il sadomaso e l'incesto.

## Analisi
Il film, a giudizio della critica non completamente riuscito malgrado la buona prova attoriale della Huppert, è complesso e ricco di discontinuità temporali. Il contrasto tra purezza e perversione si innesta su un rapporto madre-figlio in cui i temi edipici risultano esasperati, senza giungere ad una risoluzione, visti la tendenza ad esibire più che a riflettere e il finale criptico.